# Макс Пейн
„Макс Пейн“ (на английски: Max Payne) е американски екшън трилър от 2008 г., базиран на едноименната поредица видеоигри, разработен от „Ремеди Ентъртейнмънт“ и е публикуван от „Рокстар Геймс“. Режисиран от Джон Мур, във филма участват Марк Уолбърг, Мила Кунис, Бо Бриджис, Лудакрис и Олга Куриленко. Филмът е заснет от март до май 2008 г. и премиерата на филма е на 17 октомври 2008 г. в Съединените щати.